# Fosfato de dihidrógeno
El fosfato de dihidrógeno o dihidrogenofosfato es un ion inorgánico de fórmula [H2PO4]-. Su fórmula también se puede escribir [PO2(OH)2], que muestra la presencia de dos enlaces O-H. Junto con el fosfato de hidrógeno, el fosfato de dihidrógeno se encuentra ampliamente en los sistemas naturales. Sus sales se utilizan en fertilizantes y para cocinar. La mayoría de las sales de dihidrógeno fosfato es incolora, soluble en agua y no tóxica.

## Estructura
El anión fosfato de dihidrógeno consiste en un átomo de fósforo central rodeado por dos átomos de oxígeno equivalentes y dos grupos hidroxilo en una disposición tetraédrica. El átomo de fósforo está en el estado de oxidación 5+. El ion fosfato de dihidrógeno tiene una carga total de -1. Es la base conjugada del ácido fosfórico.

## Equilibrios ácido-base
El dihidrogenofosfato es un intermediario en la conversión de varios pasos de ácido fosfórico en fosfato:
| Equilibrio                  | Constante de disociación, pKa |
| --------------------------- | ----------------------------- |
| H3PO4 H · 2PO− · 4 + H+     | pKa1 = 2.14a                  |
| H · 2PO− · 4 HPO2− · 4 + H+ | pKa2 = 7.20                   |
| HPO2− · 4 PO3− · 4 + H+     | pKa3 = 12.37                  |

## Ejemplos
- Fosfato monocálcico: Ca(H2PO4)2
- Fosfato monoamónico: (NH4)(H2PO4)